# Beneficia Dei
Beneficia Dei je encyklika vyhlášená papežem dne 4. června 1871 Piem IX. k 25. roku trvání jeho pontifikátu.
Papež v encyklice popisuje některé klíčové historické události svého pontifikátu: volbu papeže, útěk z Říma po povstání 24. listopadu 1848, vraždu pařížského arcibiskupa, dále popisuje svoji víru v boží ochranu a končí odpustky .